# Paliphora intermedia
Paliphora intermedia är en svampart som beskrevs av Alcorn 1996. Paliphora intermedia ingår i släktet Paliphora, divisionen sporsäcksvampar och riket svampar.   Inga underarter finns listade i Catalogue of Life.